# Tîsmenîțea
Tîsmenîția (în ucraineană Тисмениця, în poloneză Tyśmienica) este orașul raional de reședință al raionului Tîsmenîțea din regiunea Ivano-Frankivsk, Ucraina. În afara localității principale, nu cuprinde și alte sate.

## Demografie
Componența lingvistică a orașului Tîsmenîțea
     Ucraineană (99,16%)
     Alte limbi (0,75%)
Conform recensământului din 2001, majoritatea populației orașului Tîsmenîțea era vorbitoare de ucraineană (99,16%), existând în minoritate și vorbitori de alte limbi.